# 鹰翅街

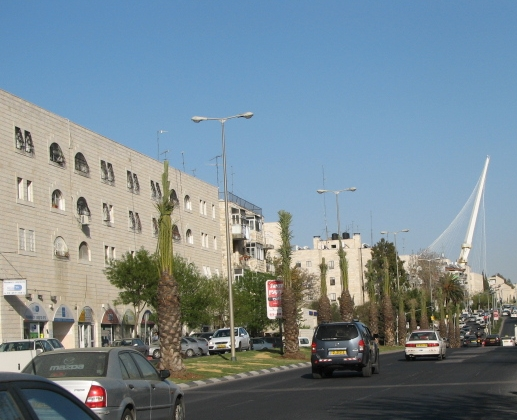
鹰翅街

鹰翅街 (希伯來語：‎,"Kanfei Nesharim Street") 是耶路撒冷西部扫罗山（Givat Shaul）社区的主要东西向干道。与大多数耶路撒冷街道不同，鹰翅街很宽，有双向四车道，直线延伸长达3公里。它连接东部的Kiryat Moshe社区和西部的 Har Nof社区，包括一个现代商业街区，有办公楼、商店和餐馆，称为扫罗山商圈。

## 名称
鹰翅街得名于1949-1950年的“鹰翅行动”（"Wings of Eagles"），俗称“魔毯行動”（Operation Magic Carpet），将4万多名也门犹太人全体空运到以色列。这个行动得名于圣经出埃及记的记载：“我如鹰将你们背在翅膀上，带来归我”(出埃及记 19:4).。

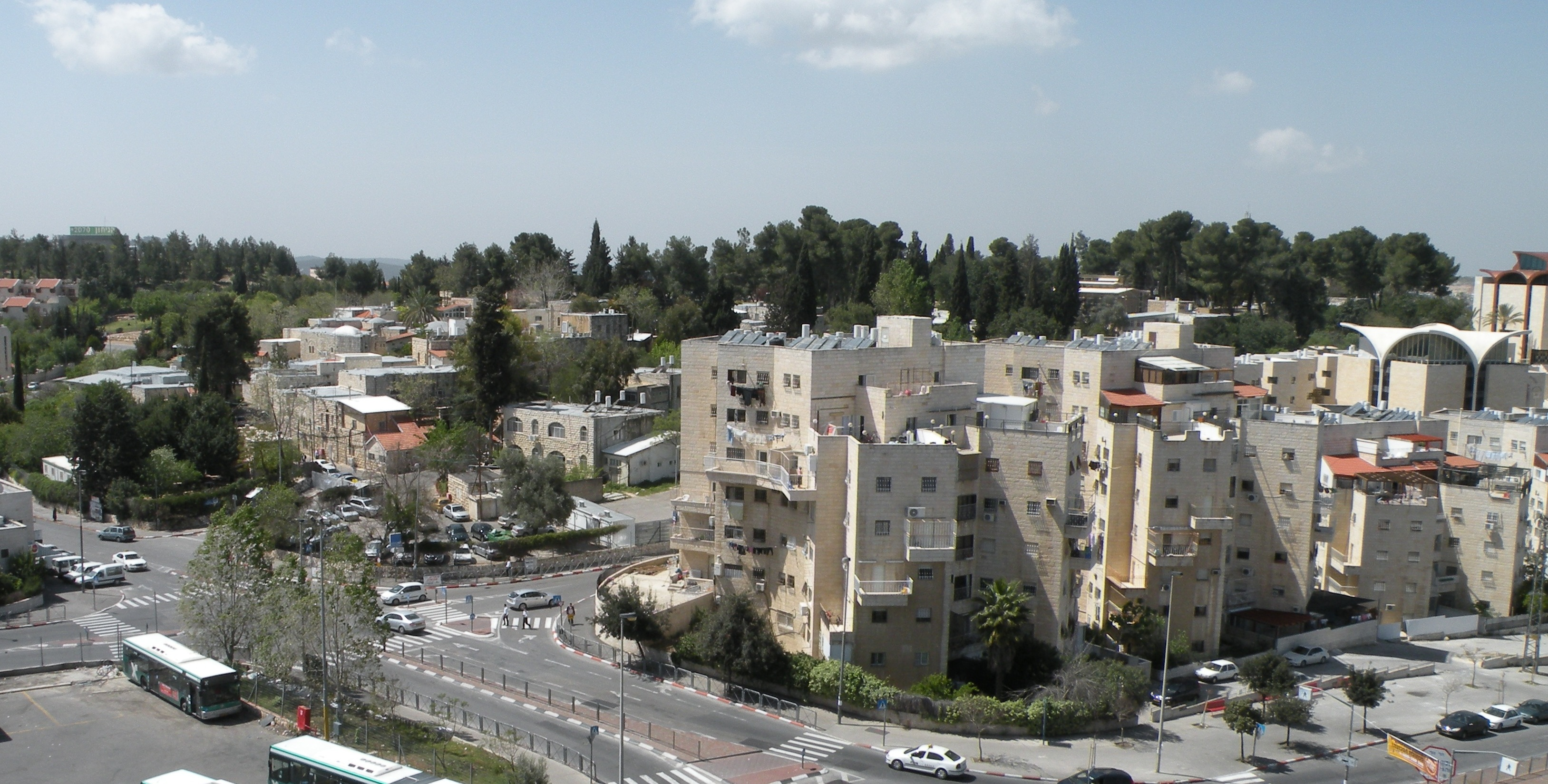

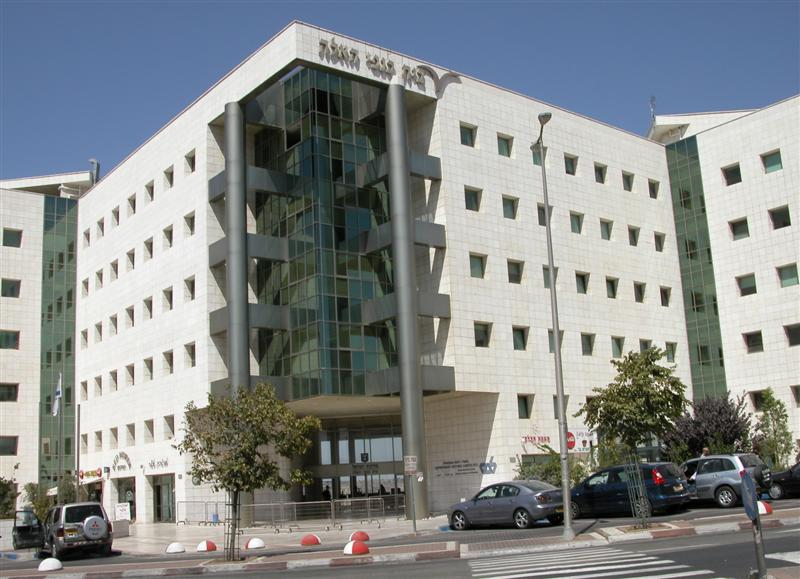
175